# Валев, Любомир Борисович
Любомир Борисович Валев (болг. Любомир Борисович Вълев, псевдоним Л. Борисов; 1915 — 1981) — советский историк, доктор исторических наук (1965), профессор (1981), специалист по новейшей истории Болгарии. Лауреат премии АН СССР и АН НРБ за 1984, награждён советскими и болгарскими орденами, был заместителем председателя Центрального правления Общества советско-болгарской дружбы.

## Биография
Родился в семье учителя-коммуниста, эмигрировавшего из Болгарии после подавления Сентябрьского восстания в Югославию. В 1930 вместе с родителями приехал в Советский Союз. В 1940 окончил исторический факультет МГУ. В дальнейшем работал в ИМХМП, начал печататься в годы Великой Отечественной войны. С конца 1942 работал в аппарате Исполнительном комитете Коммунистического интернационала, был сотрудником вещавшей на Болгарию радиостанции «Христо Ботев». В 1946 направлен на Нюрнбергский процесс над главными нацистскими военными преступниками в качестве переводчика. В 1948–1981 работал в Институте славяноведения: младший научный сотрудник, старший научный сотрудник, заведующий сектором. В 1950 защитил в Институте истории АН СССР кандидатскую диссертацию «Из истории Отечественного фронта Болгарии (июль 1942 — май 1945 г.)», в 1965 защитил докторскую диссертацию «Болгарский народ в борьбе против фашизма накануне и в начальный период Второй мировой войны». Также работал как педагог, участвовал в написании учебного пособия «Историография новой и новейшей истории стран Европы и Америки» (М., 1968) и курса лекций «История южных и западных славян» (М., 1979), руководил аспирантами, консультировал учёных, был членом редакционных коллегий «Учёных записок» и журнала «Советское славяноведение».

## Публикации
- Болгария: экономико-географическое описание. Под редакцией И. А. Витвера. — М.: Географгиз, 1949. — 406 с., ил., табл., цвет. карт.[2]
- Из истории Отечественного фронта Болгарии (июль 1942 г. — сентябрь 1944 г.). М., Л.: 1950.[3]
- Болгарский народ в борьбе против фашизма (накануне и в начальный период второй мировой войны). М.: Наука, 1964. — 372 с.
- Исследования по новой и новейшей истории Болгарии. М.: 1986.